# Piranja
Piranja je tribus slatkovodnih grabežljivih riba koje žive u Južnoj Americi. Pripada mu šest rodova unutar kojih je tridesetak vrsta. Piranje su duge 15-25 cm, iako su nađeni neki primjerci dugi čak 43 cm. Životni vijek im se kreće između 15 i 30 godina. Poznate su po oštrim zubima i halapljivošću za mesom. Hrane se ribama, mekušcima, rakovima, kukcima, strvinama... Najviše su aktivne danju.

## Piranje i ljudi
Zubi piranja su često korišteni za pravljenje oruđa i oružja. Piranje su također i jestive. Osušeni primjerci se često prodaju kao suveniri. U nekim područjima piranje se mogu imati kao kućni ljubimci u akvarijima, a ilegalne su u mnogim dijelovima SAD-a. 